# San Gavino Monreale
San Gavino Monreale – miejscowość i gmina we Włoszech, w regionie Sardynia, w prowincji Sud Sardegna.
Według danych na rok 2004 gminę zamieszkiwało 9460 osób, 108,7 os./km².